# John Mark
John Mark (16 d'agost de 1925 – 8 de desembre de 1991) fou un atleta britànic, conegut per ser l'encenedor del peveter olímpic durant els Jocs Olímpics d'Estiu de 1948.
Va estudiar a Cranleigh School, i posteriorment aconseguí entrar a la Universitat de Cambridge, d'on va esdevenir president de la secció atlètica de la universitat.
És conegut per ser l'encarregat d'encendre el peveter olímpic durant la cerimònia inaugural dels Jocs Olímpics d'Estiu de 1948 celebrats a Londres (Regne Unit).